# Hotel Europa (minisèrie)
Hotel Europa (originalment en alemany, Das Weiße Haus am Rhein) és una minisèrie de televisió alemanya del 2021. Composta per dos capítols, està basada en la novel·la homònima d'Helene Winter. Es va estrenar el 26 d'octubre de 2021 en el marc del Festival de Cinema de Colònia. La primera emissió en alemany va tenir lloc al canal Das Erste, on es va estrenar el 3 d'octubre de 2022. S'ha doblat al valencià per a À Punt, que va estrenar-la l'1 de gener de 2024. També s'ha doblat al català central per a TV3, encara va emetre-la l'1 d'abril del mateix any. A banda, també s'ha subtitulat al català per a FilminCAT.

## Repartiment
- Jonathan Berlin com a Emil Dreesen
- Benjamin Sadler com a Fritz Dreesen
- Katharina Schüttler com a Maria Dreesen
- Pauline Rénevier com a Ulla Dreesen
- Nicole Heesters com a Adelheid Dreesen
- Henriette Confurius com a Elsa Wahlen
- Jesse Albert com a Robert Harthaler
- Paul Faßnacht com a Karl Zerbes
- Jean-Yves Berteloot com a Oberst Soter
- David Berton com a Kapitän Escoffier
- Peter Nottmeier com a Jupp Pützer
- Hendrik Heutmann com a Rudolf Kossiczek
- Werner Wölbern com a Kurt Senkert
- Ian Dickinson com a Whoosley
- Farba Dieng com a Bakary Diarra
- Edda Lina Janz com a Hilde
- Jean-Luc Bubert com a Karolus Karus
- Florian Steffens com el SS-Standartenführer Harm Altmann
- Makke Schneider com l'Oberleutnant
- Stefan Preiss com el Dr. Vollmer
- David Hürten com a Hans Senkert
- Andreas Schröders com a Konrad Adenauer
- Philipp Sonntag com a Paul Schwarz
- Max Gertsch com a Adolf Hitler
- Greta Bebenroth com a criada
- Laura Sophia Landauer com a Helene
- Deleila Piasko com a Claire Deltour
- Stephen Multari com a Charles Chaplin
- Maria Wördemann com a Eva Braun